# Associazione Giovanile Nocerina 1948-1949
Questa voce raccoglie le informazioni riguardanti l'Associazione Giovanile Nocerina  nelle competizioni ufficiali della stagione 1948-1949.

## Rosa
| N. |                   | Ruolo | Calciatore        |
| -- | ----------------- | ----- | ----------------- |
|    | Italia (bandiera) | A     | Bonaiuti          |
|    | Italia (bandiera) | C     | Mario Busidoni    |
|    | Italia (bandiera) | A     | Giuseppe Chiesa   |
|    | Italia (bandiera) | C     | Giacomo De Caprio |
|    | Italia (bandiera) | D     | Donati            |
|    | Italia (bandiera) | D     | Renato Ferrarese  |
|    | Italia (bandiera) | C     | Francese          |

| N. |                   | Ruolo | Calciatore         |
| -- | ----------------- | ----- | ------------------ |
|    | Italia (bandiera) | A     | Otello Longhi II   |
|    | Italia (bandiera) | A     | Oberdan Marchionni |
|    | Italia (bandiera) | D     | Gildo Montagner    |
|    | Italia (bandiera) | D     | Rizzo              |
|    | Italia (bandiera) | P     | Scannapicco        |
|    | Italia (bandiera) | P     | Giuseppe Traverso  |

## Risultati

### Serie C

#### Girone D

##### Girone di andata
| Messina 3 ottobre 1948 1ª giornata | Arsenale Messina | 8 – 0 | Nocerina |  |

| Arbitro: | Calizza (Roma) |

|                |           |  |
| Longhi 2’, 71’ | Marcatori |  |

| Arbitro: | Occhinegro (Taranto) |

|                                    |           |  |
| Perrone 48’, 77’ Porcelli 71’, 73’ | Marcatori |  |

| Nocera Inferiore 24 ottobre 1948 4ª giornata | Nocerina | 3 – 0 | Messina |  |

| Scafati 31 ottobre 1948 5ª giornata | Scafatese | 2 – 4 Annullata in seguito al ritiro della Scafatese | Nocerina |  |

| Nocera Inferiore 4 novembre 1948 6ª giornata | Nocerina | 2 – 1 | Reggina |  |

| 7 novembre 1948 7ª giornata |  | – Turno di riposo |  |  |

| Arbitro: | Toni (Roma) |

|                          |           |  |
| Creziato 69’ Cortese 80’ | Marcatori |  |

| Arbitro: | Bernasconi (Firenze) |

|                              |           |  |
| Curto 15’ Petrini 82’ (rig.) | Marcatori |  |

| Arbitro: | Marangio (Lecce) |

|                                |           |                 |
| Buonaiuto 15’ (rig.) Rizzo 81’ | Marcatori | 4’ (rig.) Maneo |

| Arbitro: | De Paola (Bari) |

|  |           |                         |
|  | Marcatori | 18’ Bonaiuto 24’ Chiesa |

| Arbitro: | Calizzo (Roma) |

|                |           |             |
| Marchionni 48’ | Marcatori | 20’ Scivone |

| Arbitro: | Matteucci (Roma) |

|                                                  |           |  |
| Mitolo 7’ Marchionni 18’ Longhi 44’ Bonaiuto 65’ | Marcatori |  |

| Arbitro: | Caputi (Molfetta) |

|                     |           |  |
| Ragona 32’ Zaro 53’ | Marcatori |  |

| Nocera Inferiore 2 gennaio 1949 15ª giornata | Nocerina | 2 – 0 | Torrese |  |

| Arbitro: | Fidomanzo (Messina) |

|                                   |           |              |
| Liva 14’, 42’ Piacentini 27’, 59’ | Marcatori | 70’ Busidoni |

| Nocera Inferiore 16 gennaio 1949 17ª giornata | Nocerina | 2 – 1 | Catanzaro |  |

| Arbitro: | Santarelli (Chieti) |

|            |           |              |
| Celardo 7’ | Marcatori | 51’ Bonaiuto |

| Arbitro: | Gentile (Catanzaro) |

|               |           |  |
| Ferrarese 78’ | Marcatori |  |

##### Girone di ritorno
| Nocera Inferiore 6 febbraio 1949 20ª giornata | Nocerina | 0 – 0 referto | Arsenale Messina |  |

| Benevento 13 febbraio 1949 21ª giornata | Benevento | 3 – 1 | Nocerina |  |

| Nocera Inferiore 20 febbraio 1949 22ª giornata | Nocerina | 0 – 0 | Catania |  |

| Messina 6 marzo 1949 23ª giornata | Messina | 2 – 0 referto | Nocerina |  |

| 13 marzo 1949 24ª giornata |  | – Turno di riposo |  |  |

| Reggio Calabria 20 marzo 1949 25ª giornata | Reggina | 2 – 2 referto | Nocerina |  |

| 27 marzo 1949 26ª giornata |  | – Turno di riposo |  |  |

| Nocera Inferiore 3 aprile 1949 27ª giornata | Nocerina | 0 – 0 referto | Acireale |  |

| Nocera Inferiore 10 aprile 1949 28ª giornata | Nocerina | 0 – 0 | Drepanum |  |

| Brindisi 17 aprile 1949 29ª giornata | Brindisi | 3 – 0 referto | Nocerina |  |

| Nocera Inferiore 24 aprile 1949 30ª giornata | Nocerina | 1 – 3 referto | Avellino |  |

| Barcellona Pozzo di Gotto 1 maggio 1949 31ª giornata | Igea Virtus | 4 – 2 | Nocerina |  |

| Foggia 8 maggio 1949 32ª giornata | Foggia | 1 – 1 referto | Nocerina |  |

| Nocera Inferiore 15 maggio 1949 33ª giornata | Nocerina | 2 – 4 | Cosenza |  |

| Torre Annunziata 22 maggio 1949 34ª giornata | Torrese | 2 – 2 | Nocerina |  |

| Nocera Inferiore 29 maggio 1949 35ª giornata | Nocerina | 1 – 0 referto | Crotone |  |

| Catanzaro 5 giugno 1949 36ª giornata | Catanzaro | 1 – 0 | Nocerina |  |

| Nocera Inferiore 12 giugno 1949 37ª giornata | Nocerina | 9 – 1 | Stabia |  |

| Potenza 19 giugno 1949 38ª giornata | Potenza | 0 – 2 | Nocerina |  |